# Banovići Selo
Banovići Selo (en cyrillique : Бановићи Село) est une localité de Bosnie-Herzégovine. Elle est située dans la municipalité de Banovići, dans le canton de Tuzla et dans la fédération de Bosnie-et-Herzégovine. Selon les premiers résultats du recensement bosnien de 2013, elle compte 2 549 habitants.

## Géographie
Banovići est située sur les pentes nord-ouest du mont Konjuh, à 36 km de Tuzla, sur la route reliant cette ville à la ville de Zenica.

## Histoire
Sur le territoire de la localité se trouvent deux stećci, un type particulier de tombe médiévale ; ils sont inscrits sur la liste des monuments nationaux de Bosnie-Herzégovine. L'une de ces tombes est celle de Božićko Banović, qui a donné son nom au village.

## Démographie

### Évolution historique de la population
| 1948 | 1953 | 1961  | 1971  | 1981  | 1991  | 2013  |
| ---- | ---- | ----- | ----- | ----- | ----- | ----- |
| -    | -    | 1 372 | 1 936 | 2 267 | 2 354 | 2 549 |

|  |